# Tony Saunders
Anthony Scott Saunders, mais conhecido como Tony Saunders, é um ex-jogador profissional de beisebol norte-americano.

## Carreira
Tony Saunders foi campeão da World Series 1998 jogando pelo Florida Marlins. Na série de partidas decisiva, sua equipe venceu o Cleveland Indians por 4 jogos a 3.